# Czopek (farmaceutyka)

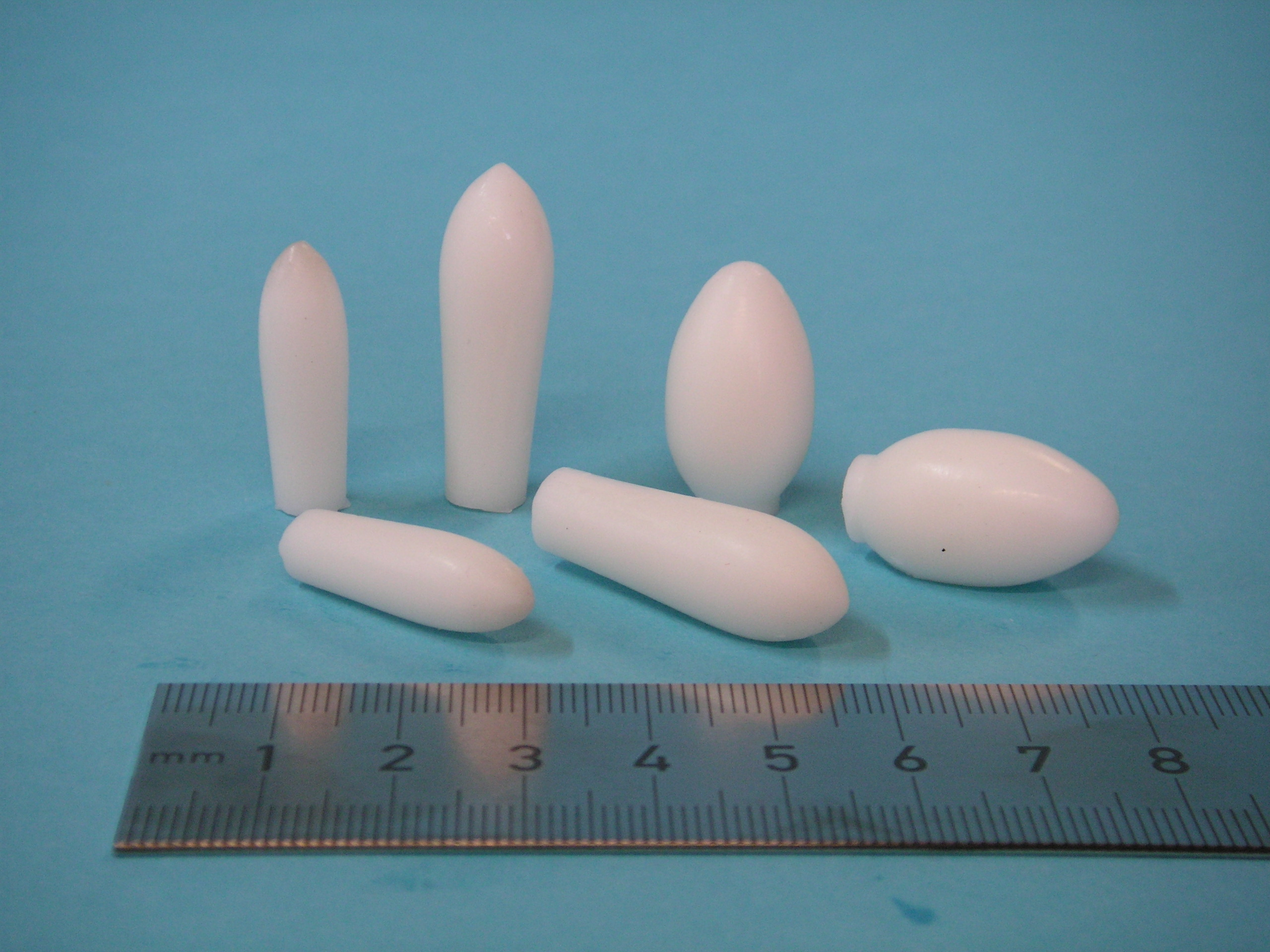
Czopki o masie 1 g, 2 g i 3 g

Czopek (łac. suppositorium) – stała postać leku przeznaczona do stosowania doodbytniczego, dopochwowego lub docewkowego. 
Terminu „czopki” używa się głównie w odniesieniu do leków doodbytniczych. Leki dopochwowe częściej są nazywane globulkami (łac. globuli vaginales, ovula vaginalia, suppositoria vaginalia), a docewkowe – pręcikami (łac. baccili medicati, stylli). 
Czopek składa się z substancji leczniczej rozpuszczonej lub zawieszonej w tak zwanym podłożu czopkowym. Czopki mogą działać miejscowo, tylko na odbytnicę (np. czopki glicerynowe), lub uwalniać substancję leczniczą do krążenia ogólnego (np. czopki z paracetamolem).
Czopki jako postać leku były sporządzane już w czasach starożytnych (w Egipcie, Mezopotamii, Grecji). Obecnie użycie czopków jest bardzo zróżnicowane: w niektórych krajach (np. Francji) w postaci czopków podaje się wiele leków (w tym przeciwkaszlowe), a w innych (np. Wielkiej Brytanii) ta droga podawania leków jest uważana za nieestetyczną i rzadko wykorzystywana. 

## Zalety i wady czopków
Zalety:
- Podanie leku drogą inną niż doustna częściowo eliminuje efekt pierwszego przejścia przez wątrobę. Lek uwolniony z czopka wchłania się przez błonę śluzową odbytnicy i drogą żyły brzusznej środkowej i górnej trafia od razu do krążenia ogólnego – zwiększa to jego biodostępność w przypadku wolniejszego metabolizmu.
- Jest to sposób bezpiecznego podania leku drażniącego przewód pokarmowy lub nietrwałego w środowisku kwasu żołądkowego.
- Lek można podać pacjentom nieprzytomnym, wymiotującym i innym, u których przyjęcie doustne jest niemożliwe lub niewskazane.
- Czopek daje możliwość miejscowego działania na odbytnicę.

Wady:
- Różna szybkość wchłaniania leku (zależna częściowo od formy podania).
- Możliwe jest nierównomierne rozmieszczenie substancji czynnej w czopku wynikające z opadania leku na dno czopków w trakcie procesu produkcyjnego (jednak z nierównomiernym rozłożeniem leku w czopkach mamy do czynienia tylko w czopkach wadliwie wykonanych).
- Dla niektórych pacjentów, na przykład z niesprawnymi palcami rąk, aplikacja czopka może być trudna.
- Czopki są wrażliwe na temperaturę (w cieple ulegają deformacji, która uniemożliwia aplikację).

## Metody sporządzania czopków

### Metoda ręczna
Jest to metoda stosowana wyłącznie w recepturze aptecznej. Polega na rozcieraniu substancji stałych mających się znaleźć w czopku razem z podłożem i następnie formowaniu z powstałej masy czopków. Jeśli lek jest rozpuszczalny w wodzie, najpierw się go rozpuszcza, a potem włącza do podłoża.

### Metoda wytłaczania w czopkarce
Stosowana jest zarówno w aptekach, jak i w przemyśle (rzadziej). Nadaje się wyłącznie do produkcji czopków na podłożach lipofilowych. 
Produkcja czopków w czopkarce polega na wymieszaniu wszystkich składników czopka (z odpowiednim nadmiarem podłoża) i umieszczeniu mieszaniny w komorze czopkarki. Następnie za pomocą tłoka wyciska się czopki przez odpowiednią formę.

### Metoda wylewania

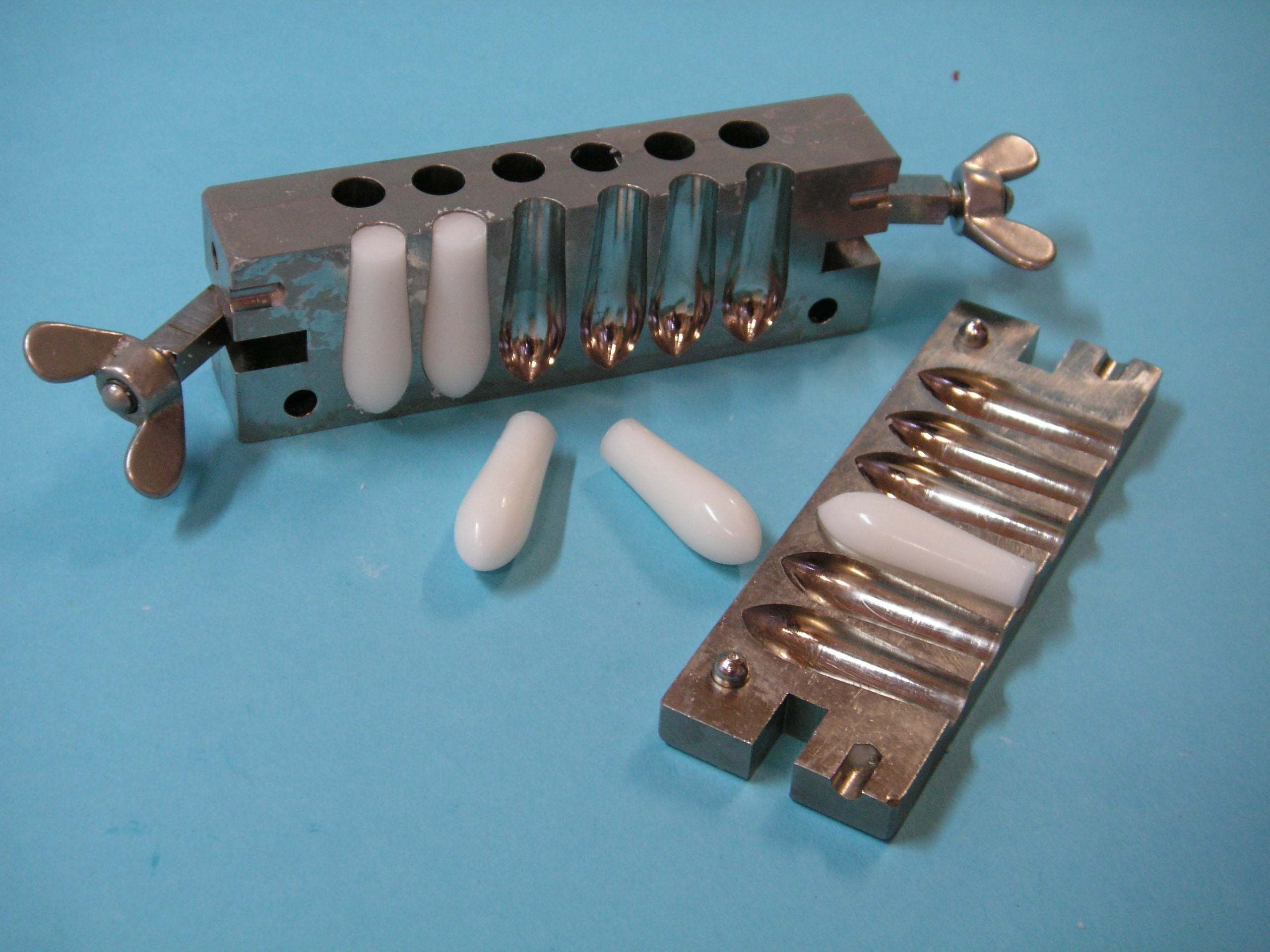
Wytwarzanie czopków metodą wylewania (forma metalowa)

Jest to metoda powszechnie wykorzystywana przez przemysł farmaceutyczny. Stosuje się ją również w recepturze aptecznej. 
Polega na stopieniu podłoża (w przypadku podłoży lipofilowych) lub rozpuszczeniu substancji żelujących w wodzie, z utworzeniem roztworu (w przypadku podłoży hydrofilowych) i następnie połączeniu podłoża z substancją leczniczą. Mieszaninę wylewa się do formy i pozostawia do zastygnięcia. Można używać form metalowych, które są wielokrotnego użytku, lub form plastikowych, które stają się jednocześnie opakowaniem dla czopków.
W metodzie tej ważne jest zastosowanie jako podłoża substancji o wysokiej lepkości (lub dodanie substancji zwiększających lepkość), aby substancja czynna nie opadała na dno. Zaletą tej metody jest otrzymywanie czopków o wysokiej czystości mikrobiologicznej oraz o estetycznym i jednolitym dla wszystkich czopków kształcie.

## Podłoża do czopków
Podłoża czopkowe są substancjami, lub mieszaninami substancji, stanowiącymi środowisko, w którym umieszcza się substancję leczniczą. Ich zadaniem jest nadawanie czopkom odpowiedniego kształtu i właściwości, w związku z czym muszą wykazywać pewne cechy.
Podłoża czopkowe nie mogą się topić w temperaturze pokojowej, ale jednocześnie muszą wykazywać małą różnicę w temperaturze topnienia i krzepnięcia (topnieć lekko ogrzane i krzepnąć szybko w temperaturze pokojowej). Muszą wykazywać lepkość zapewniającą równomierne rozmieszczenie substancji leczniczej i zapobiegającą jej opadaniu na dno podczas procesu technologicznego. Podłoża powinny wykazywać zjawisko kontrakcji, czyli zmniejszać swoją objętość w czasie krzepnięcia. Cecha ta jest szczególnie korzystna w produkcji czopków metodą wylewania z wykorzystaniem form wielokrotnego użytku: czopki zmniejszające się podczas krzepnięcia można łatwo wyjąć z formy bez ich uszkadzania. Dobrej jakości podłoża czopkowe powinny ponadto posiadać dobre właściwości emulgujące, wysoką trwałość na powietrzu i świetle oraz nie powinny drażnić błony śluzowej odbytnicy (chyba że jest to korzystne ze względów leczniczych).

### Podział podłoży
- Podłoża lipofilowe, nierozpuszczalne w wodzie. Podłoża lipofilne topią się w temperaturze ciała (35–37 °C) i w ten sposób uwalniają substancję czynną. Do grupy tej zalicza się następujące substancje:
  - glicerydy naturalne
    - masło kakaowe
    - olej arachidowy

  - glicerydy syntetyczne zawierające obok trójglicerydów jedno- i dwuglicerydy kwasów: stearynowego, mirystynowego, palmitynowego. Tworzą emulsje typu woda–olej; najczęściej wykazują kontrakcję; są stosunkowo trwałe i mają małą rozpiętość między temperaturą topnienia i krzepnięcia. Ich główną wadą jest łamliwość. Przykłady:
    - witepsol
    - massa estarinum
    - Adeps solidus
- podłoża hydrofilne, rozpuszczalne w wodzie. Podłoża hydrofilowe uwalniają lek po rozpuszczeniu się w wydzielinie, obecnej w miejscu stosowania. Niektóre podłoża są higroskopijne (adsorbują wodę na swojej powierzchni), co może wywoływać objawy podrażnienia lub bolesność stosowania. W przypadku tego typu czopków zaleca się ich zwilżenie małą ilością wody przed zastosowaniem.
  - podłoża żelatynowo-glicerolowe – stanowią mieszaninę żelatyny, wody i glicerolu w proporcji żelatyna:woda:glicerol wynoszącej 15:15:70[1]. Podłoże takie może służyć wyłącznie do formowania czopków metodą wylewania, ponadto jest nietrwałe i wymaga dodatku środków konserwujących.
  - makrogole (PEG) – jako podłoża czopkowe stosuje się mieszaninę polimerów o masach od 400 do 6000. Konsystencja zależy od proporcji składników: im więcej cząsteczek ciężkich, tym mniej płynne podłoże. Wszystkie mieszaniny używane jako podłoża topnieją w temperaturze wyższej od 40 °C. Są higroskopijne, trwałe, odporne na temperaturę i dobrze rozpuszczają wiele substancji leczniczych.

## Jakość czopków
Do określenia jakości czopków służą badania ich dostępności farmaceutycznej. 
Aby substancja czynna mogła się wchłonąć do krążenia, musi najpierw uwolnić się z podłoża czopkowego i rozpuścić w otaczającym czopek płynie. Pierwszym etapem uwalniania jest deformacja czopka.
Całkowity czas deformacji czopków na podłożu lipofilowym (czyli czas ich topnienia) nie powinien przekraczać 15 minut w temperaturze 37 °C. Czopki wykonane na podłożu hydrofilowym powinny ulegać deformacji w ciągu maksymalnie 60 minut.
Na dostępność farmaceutyczną czopków wpływają:
- rodzaj podłoża i szybkość jego deformacji
- rozpuszczalność substancji leczniczej – im większa rozpuszczalność tym szybsze uwalnianie
- stopień rozdrobnienia substancji leczniczej – im większy tym szybsze uwalnianie
- współczynnik podziału olej–woda
- zastosowane substancje pomocnicze – na przykład związki powierzchniowo czynne zwiększają i przyśpieszają uwalnianie
- przenikalność substancji leczniczej przez błony biologiczne.

Ważnym parametrem charakteryzującym jakość czopków jest również dostępność biologiczna, oddająca jeszcze lepiej niż dostępność farmaceutyczna przydatność czopków w terapii.
Innym wyznacznikiem jakości czopków jest ich czystość mikrobiologiczna. Czopki doodbytnicze, jako leki przeznaczone do jam ciała, powinny spełniać wymagania czystości:
- nie więcej niż 1000 bakterii i 100 grzybów w jednym gramie leku
- nieobecność gronkowca złocistego
- nie więcej niż 100 enterobakterii i innych pałeczek Gram-ujemnych w jednym gramie leku.

W globulkach dopochwowych wymagania czystości mikrobiologicznej są takie jak dla czopków doodbytniczych i dodatkowo wymaga się, aby leki te były wolne od bakterii Pseudomonas aeruginosa i Escherichia coli.